# Ophrys aveyronensis
Ophrys aveyronensis is een Europese orchidee. De soort is endemisch in de Causses.

## Naamgeving enetymologie
- Synoniemen: Ophrys sphegodes subsp. aveyronensis J.J.Wood, Ophrys aveyronensis (J.J.Wood) H.Baumann & Künkele (isoniem)
- Frans: Ophrys de l'Aveyron
- Duits: Aveyron-ragwurz

De botanische naam Ophrys komt uit het Oudgrieks en betekent ‘wenkbrauw’, wat zou moeten slaan op de behaarde lip. De naam wordt reeds gebruikt door Plinius de oudere (23-79 v.Chr.) in zijn Naturalis Historia, alhoewel hij er waarschijnlijk een andere plant mee aanduidde. De soortaanduiding aveyronensis slaat op de vindplaats van deze soort, het Franse departement Aveyron.

## Kenmerken

### Plant
Ophrys aveyronensis is een overblijvende, niet-winterharde plant (geofyt). De alleenstaande plant is 20-40 cm hoog, maar maakt een forse indruk. Een bloemstengel draagt vijf tot acht roze bloemen in een ijle aar.

### Bladeren
De bladeren vormen een bladrozet dat reeds in de winter boven de grond komt. Op de bloemstengel komen nog één of twee opstaande stengelbladeren voor. De bladeren zijn klein, breed-lancetvormig met parallelle nerven.

### Bloemen
De bloemen zijn 2-3 cm groot, met drie roze (zelden witte of groene) kelkbladen of sepalen en twee kleinere, ovale en iets donkerder gekleurde kroonbladen of petalen, met geel- tot oranje gekleurde randen en een groene nerf. De lip is variabel van vorm en kleur, van bijna vlak tot bolvormig, eendelig of met twee zijlobben, helder bruin, behaard en met een opvallend effen rood tot geel-rood gevlekt hart- tot h-vormig speculum, afgescheiden door een lichtere rand. De holte onder de stempel is rood met middenin een lichtere vlek. Onderaan de lip is een klein geel aanhangsel zichtbaar. Het gynostemium is groen.
De bloeitijd is mei/juni.

## Voortplanting
Ophrys aveyronensis wordt bestoven door zandbijen uit het geslacht Andrena.
Voor details van de voortplanting, zie spiegelorchis.

## Habitat
Ophrys aveyronensis geeft de voorkeur aan kalkrijke, vochtige of droge bodems op zonnige plaatsen, zoals kalkgraslanden,bermen, lichte bossen en kreupelhout. In middelgebergte komt de soort voor van 400 tot 800 m.

## Voorkomen
Ophrys aveyronensis is endemisch in de zuidelijke Causses (Centraal Massief) en komt voornamelijk voor in de Causse du Larzac. De plant is er zeldzaam en plaatselijk voorkomend.

## Verwantschap en gelijkende soorten
Ophrys aveyronensis vormt samen met een tiental sterk verwante soorten een groep binnen het geslacht Ophrys, de groep Ophrys incubacea. Deze is op zijn beurt weer verwant met de groep rond de spinnenorchis (Ophrys sphegodes).
In het veld kan Ophrys aveyronensis enkel verward worden met late exemplaren van de spinnenorchis, maar deze heeft steeds groene kelkbladen (wat bij Ophrys aveyronensis zelden voorkomt) en de holte onder de stempel is eenkleurig rood.

## Bedreiging en Bescherming
Ophrys aveyronensis is beschermd.